# Kashgar (Xinjiang)
Kashgar (kinesisk: 喀什; pinyin: Kāshí; uighursk: قەشقەر; uighur-latin: Qeshqer) er er præfektur i den autonome region Xinjiang (Sinkiang) i det vestlige Kina. Det har et areal på 	112,058 km², og en befolkning på 3.680.000 mennesker, med en tæthed på 33 indb./km² (2007).
Præfekturet ligger i den vestlige del af Tarimbækkenet.

## Navn
Kashgar, eller Qäshqär, hævdes at betyde forskelligartede huse. Det moderne kinesiske navn på byen, Kāshí 喀什, er en forkortet form af det længere og sjældent benyttede 喀什噶爾 (Kāshígéěr). Et tidligere kinesisk navn var 疏勒, som er blevet romaniseret som Su-leh, Sulei, Shule, Shu-le, She-le, Shu-lo eller Sha-le, hvilket muligvis går tilbage til en oprindelig navneform som lød Solek eller Sorak.

## Historie
Kashgar, der var en vigtig by på "Silkevejen", har en over 2000 år lang historie. Det mægtige Kushanriget i det nordlige Indien ekspanderede til Tarimbækkenet under de 1. og 2. århundreder, og etablerede et kongedømme i Kashgar. Kushanerne indførte Brahmiskrift, det indiske prakritsprog for administration, og den buddhistiske religion. De spillede en vigtig rolle da Silkevejen bidrog til at føre buddhismen til Østasien.
Befolkningen i Kashgar er i dag (2008) overvejende uighurer og stort set muslimsk.
Den kinesiske regering gjennemfører en moderniserings- og sinifiseringspolitik i byen. Den gamle uighurske bydel nedrives, og stadig flere hankinesere flytter ind.

## Administrative enheder
Præfekturet Kashgar har jurisdiktion over et byamt (市 shì), 10 amter (县 xiàn) og et autonomt amt (自治县 zìzhìxiàn).
Et større område mod syd blev afstået fra Pakistan til Kina ved en grænseaftale i 1963, men denne aftale anerkendes ikke af Indien, og Indien gør fortsat krav på området som en del af Kashmir.
| Kort              | Kort                       | Kort                    | Kort                           | Kort                              | Kort                              | Kort                   | Kort        | Kort      |
| ----------------- | -------------------------- | ----------------------- | ------------------------------ | --------------------------------- | --------------------------------- | ---------------------- | ----------- | --------- |
| Kort over Kashgar |                            |                         |                                |                                   |                                   |                        |             |           |
| #                 | Navn                       | Hanzi                   | Pinyin                         | Uighur (kona yezik̡)               | Uighur-latin (yengi yezik̡)        | Befolkning (2003 est.) | Areal (km²) | Indb./km² |
| Byamt             |                            |                         |                                |                                   |                                   |                        |             |           |
| 1                 | Kashgar                    | 喀什市                  | Kāshí Shì                      | قەشقەر شەھىرى                     | Qeshqer Shehiri                   | 350.000                | 555         | 631       |
| Amter             |                            |                         |                                |                                   |                                   |                        |             |           |
| 2                 | Shufu                      | 疏附县                  | Shūfù Xiàn                     | قەشقەر كونا شەھەر ناھىيىسى        | Qeshqer Kona Sheher Nahiyisi      | 370.000                | 3.483       | 106       |
| 3                 | Shule                      | 疏勒县                  | Shūlè Xiàn                     | قەشقەر يېڭىشەھەر ناھىيىسى         | Qeshqer Yéngisheher Nahiyisi      | 290.000                | 2.262       | 128       |
| 4                 | Yengisar                   | 英吉沙县                | Yīngjíshā Xiàn                 | يېڭىسار ناھىيىسى                  | Yéngisar Nahiyisi                 | 230.000                | 3.421       | 67        |
| 5                 | Zepu                       | 泽普县                  | Zépǔ Xiàn                      | پوسكام ناھىيىسى                   | Poskam Nahiyisi                   | 180.000                | 1.000       | 180       |
| 6                 | Shache                     | 莎车县                  | Shāchē Xiàn                    | يەكەن ناھىيىسى                    | Yeken Nahiyisi                    | 620.000                | 9.037       | 69        |
| 7                 | Yecheng                    | 叶城县                  | Yèchéng Xiàn                   | قاغىلىق ناھىيىسى                  | Qaghiliq Nahiyisi                 | 370.000                | 28.929      | 13        |
| 8                 | Makit                      | 麦盖提县                | Màigàití Xiàn                  | مەكىت ناھىيىسى                    | Mekit Nahiyisi                    | 210.000                | 11.023      | 19        |
| 9                 | Yopurga                    | 岳普湖县                | Yuèpǔhú Xiàn                   | يوپۇرغا ناھىيىسى                  | Yopurgha Nahiyisi                 | 140.000                | 3.166       | 44        |
| 10                | Gashi                      | 伽师县                  | Gāshī Xiàn                     | پەيزىۋات ناھىيىسى                 | Peyzivat Nahiyisi                 | 330.000                | 6.601       | 50        |
| 11                | Bachu                      | 巴楚县                  | Bāchǔ Xiàn                     | مارالبېشى ناھىيىسى                | Maralbeshi Nahiyisi               | 390.000                | 18.491      | 21        |
| Autonome amter    |                            |                         |                                |                                   |                                   |                        |             |           |
| 12                | Taxkorgan (For tadsjikene) | 塔什库尔干 塔吉克自治县 | Tǎshíkù'ěrgān Tǎjíkè Zìzhìxiàn | تاشقۇرقان تاجىك ئاپتونوم ناھىيىسى | Tashqurqan Tajik Aptonom Nahiyisi | 30.000                 | 24.089      | 1         |

## Trafik
Kinas rigsvej 314 begynder her. Den udgør den kinesiske del af Karakoram Highway, som løber mod syd til bjergpassene ind i Pakistan og fortsætter til det pakiskanske lavland.
Kinas rigsvej 315 ender her. Den fører mod vest fra Xining i provinsen Qinghai til Kashgar.
39°28′N 75°59′Ø / 39.467°N 75.983°Ø